# گیرالیشکی
گیرالیشکی (به لاتین: Gieraliszki) یک روستا در لهستان است که در گمینا گووداپ واقع شده‌است.